# Витихенау
Витихенау или Куло (њем. Wittichenau, глсрп. Kulow) град је у њемачкој савезној држави Саксонија. Једно је од 63 општинска средишта округа Бауцен. Према процјени из 2010. у граду је живјело 6.084 становника. Посједује регионалну шифру (AGS) 14625640.

## Географски и демографски подаци
Витихенау се налази у савезној држави Саксонија у округу Бауцен. Град се налази на надморској висини од 127 метара. Површина општине износи 60,7 km². У самом граду је, према процјени из 2010. године, живјело 6.084 становника. Просјечна густина становништва износи 100 становника/km².

## Међународна сарадња
| Мјесто | Држава | Врста сарадње | Од    |
| ------ | ------ | ------------- | ----- |
|        | Чешка  | партнерство   | 1993. |
| Извор  |        |               |       |